# Eugies
Eugies is een dorp in de Belgische provincie Henegouwen, en een deelgemeente van de Waalse stad Frameries. Tot 1 januari 1977 was het een zelfstandige gemeente.

## Bezienswaardigheden
- De Sint-Remigiuskerk (Église Saint-Rémy) is een 16e-eeuws gotisch kerkgebouw dat in 1717 in classicistische stijl werd herbouwd.
- De Chapelle Notre-Dame du Coron van 1687 bezit een houten Mariabeeld van 1845 dat tot 1970 een doel was van bedevaarten.

## Natuur en landschap
In het westen ligt het Bos van Colfontaine. De hoogte aan de kerk bedraagt 132 meter.

## Economie
Steenkoolwinning bleek niet mogelijk aangezien de steenkool zich hier op 1450 meter diepte bevond. Wel vestigden zich mijnwerkers die in de naburige mijnen werkzaam waren. In de 18e eeuw werd er kalksteen gewonnen en was er een kalkoven. Ook was er een zandsteengroeve.
De overige industrie verdween in de loop van de 20e eeuw.

## Demografische ontwikkeling
- Bronnen:NIS, Opm:1831 tot en met 1970=volkstellingen, 1976= inwoneraantal op 31 december

## Nabijgelegen kernen
La Bouverie, Frameries, Genly, Sars-la-Bruyère

## Externe links

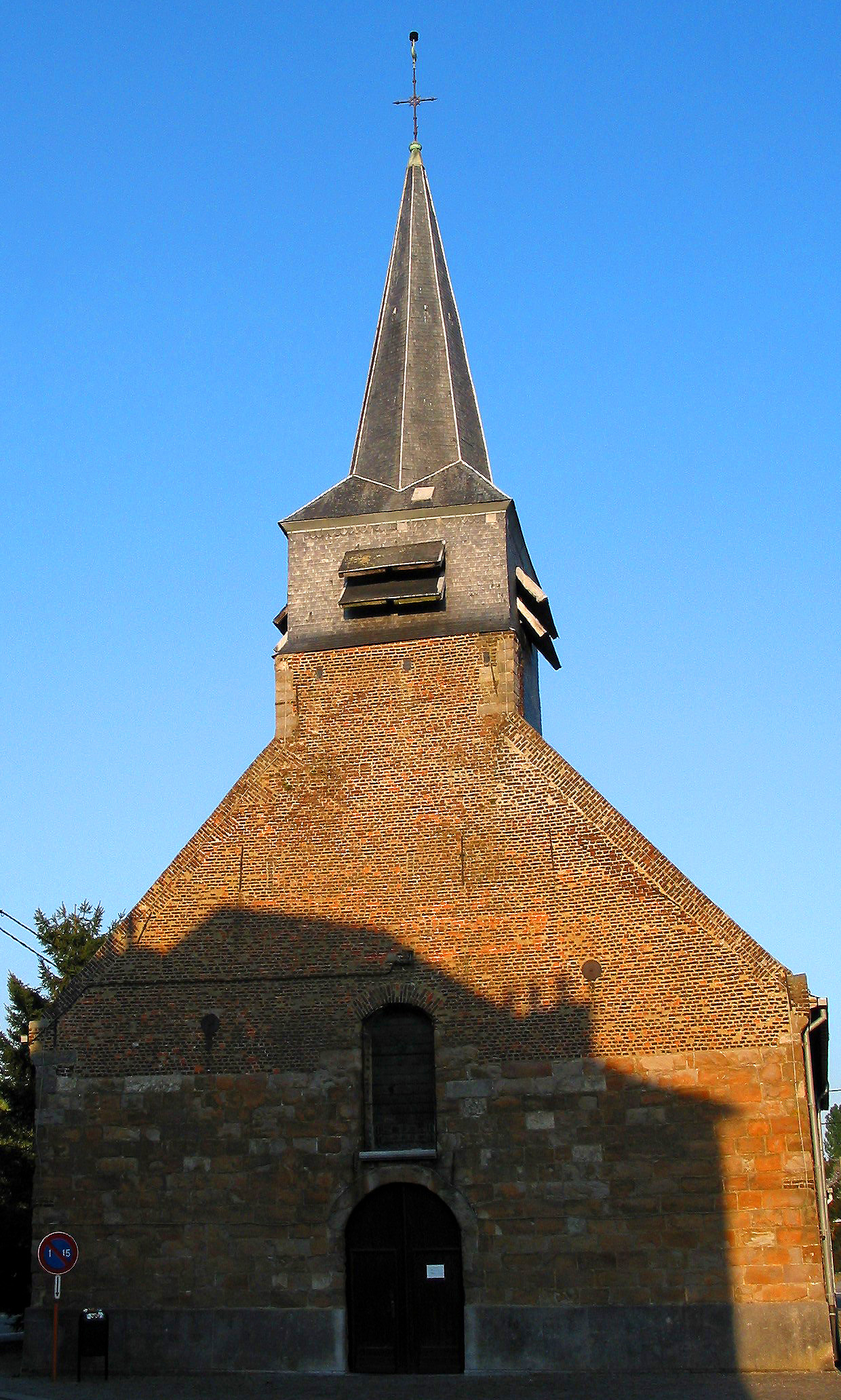
De Sint-Remigiuskerk.

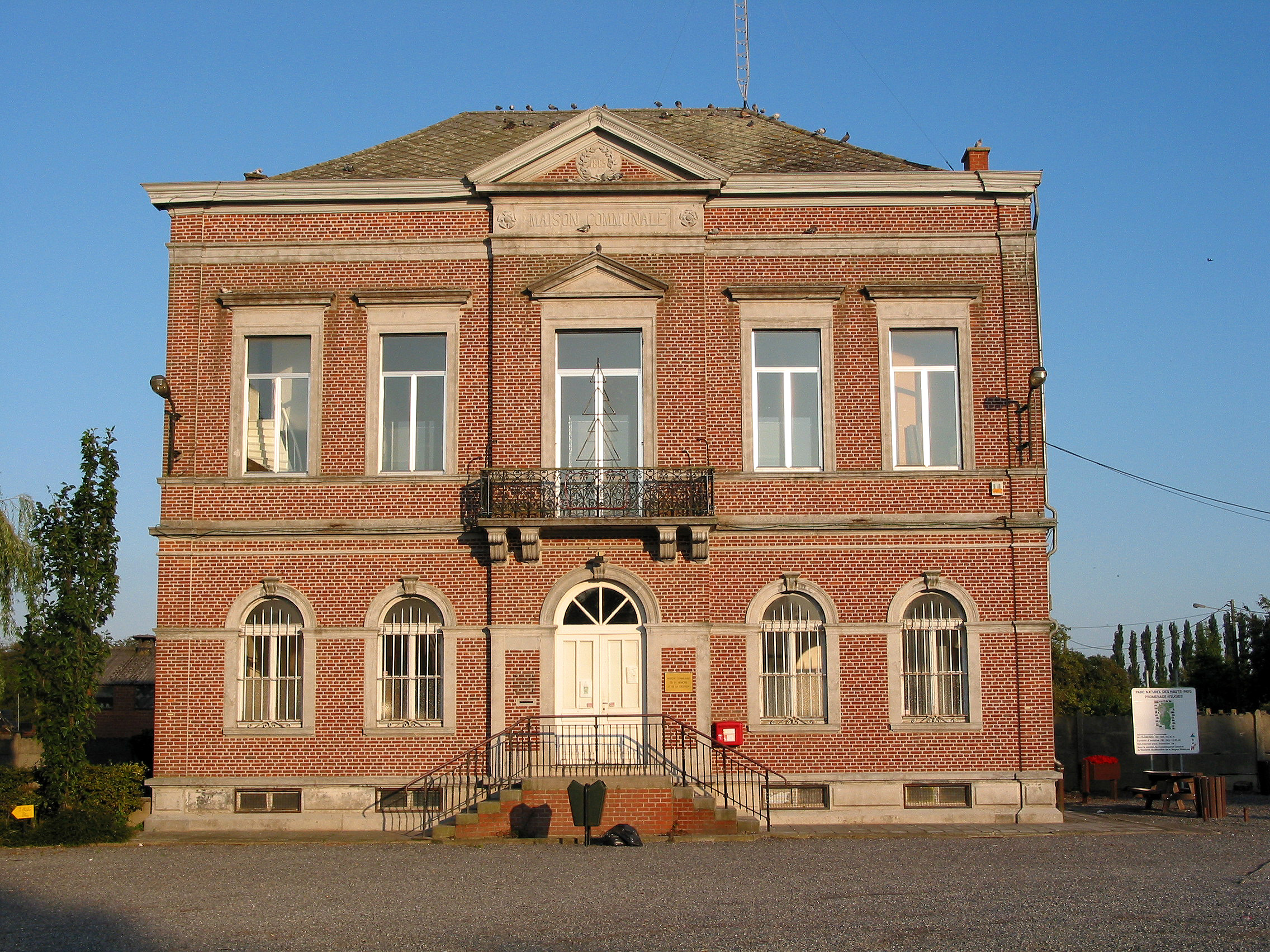
De voormalige gemeentehuis.